# Cúp Síp 2010
Cúp Síp 2010 (tiếng Anh: Cyprus Cup 2010), giải bóng đá giao hữu thường niên được tổ chức tại Cộng hòa Síp, diễn ra từ 24 tháng 2 đến 3 tháng 3 năm 2010. Canada là đội tuyển giành chức vô địch.

## Vòng bảng

### Bảng A
| Đội         | Tr | T | H | B | BT | BB | HS | Đ |
| ----------- | -- | - | - | - | -- | -- | -- | - |
| New Zealand | 3  | 2 | 1 | 0 | 5  | 1  | +4 | 7 |
| Hà Lan      | 3  | 1 | 2 | 0 | 6  | 3  | +3 | 5 |
| Ý           | 3  | 1 | 1 | 1 | 3  | 2  | +1 | 4 |
| Scotland    | 3  | 0 | 0 | 3 | 1  | 9  | −8 | 0 |

| Scotland  | 1–4 | Hà Lan                                 |
| --------- | --- | -------------------------------------- |
| Grant 45' |     | Melis 13', 53' · Smit 28' · Pieëte 55' |

| New Zealand | 1–0 | Ý |
| ----------- | --- | - |
| Hearn 30'   |     |   |

| Ý                              | 2–0 | Scotland |
| ------------------------------ | --- | -------- |
| Domenichetti 82' · Tuttino 89' |     |          |

| Hà Lan            | 1–1 | New Zealand |
| ----------------- | --- | ----------- |
| Melis 27' (ph.đ.) |     | Hearn 18'   |

| New Zealand               | 3–0 | Scotland |
| ------------------------- | --- | -------- |
| Hearn 4', 36' · Green 33' |     |          |

| Ý        | 1–1 | Hà Lan         |
| -------- | --- | -------------- |
| Pini 32' |     | Hoogendijk 80' |

### Bảng B
| Đội     | Tr | T | H | B | BT | BB | HS | Đ |
| ------- | -- | - | - | - | -- | -- | -- | - |
| Canada  | 3  | 3 | 0 | 0 | 5  | 2  | +3 | 9 |
| Thụy Sĩ | 3  | 1 | 1 | 1 | 6  | 5  | +1 | 4 |
| Anh     | 3  | 1 | 1 | 1 | 3  | 3  | 0  | 4 |
| Nam Phi | 3  | 0 | 0 | 3 | 2  | 6  | −4 | 0 |

| Anh         | 1–0 | Nam Phi |
| ----------- | --- | ------- |
| J. Scott 5' |     |         |

| Canada                            | 2–1 | Thụy Sĩ        |
| --------------------------------- | --- | -------------- |
| Sinclair 26' (ph.đ.) · Julien 53' |     | Dickenmann 23' |

| Thụy Sĩ                                | 3–1 | Nam Phi    |
| -------------------------------------- | --- | ---------- |
| Bachmann 15', 44' · van Wyk 52' (l.n.) |     | Popela 20' |

| Anh | 0–1 | Canada     |
| --- | --- | ---------- |
|     |     | Julien 10' |

| Nam Phi    | 1–2 | Canada                 |
| ---------- | --- | ---------------------- |
| Matlou 45' |     | Flock 54' · Julien 75' |

| Anh                        | 2–2 | Thụy Sĩ             |
| -------------------------- | --- | ------------------- |
| Stoney 56' · Sanderson 76' |     | Dickenmann 27', 84' |

## Vòng phân hạng

### Tranh hạng bảy
| Nam Phi    | 1–2 | Scotland                |
| ---------- | --- | ----------------------- |
| Matlou 27' |     | Lauder 79' · Little 82' |

### Tranh hạng năm
| Anh                           | 3–2     | Ý                                |
| ----------------------------- | ------- | -------------------------------- |
| A. Scott 10', 58' · White 90' | Báo cáo | Brown 44' (l.n.) · Camporese 64' |

### Tranh hạng ba
| Hà Lan                                     | 4–0 | Thụy Sĩ |
| ------------------------------------------ | --- | ------- |
| Melis 29' · Smit 56', 80' · van de Ven 90' |     |         |

### Chung kết
| New Zealand | 0–1     | Canada       |
| ----------- | ------- | ------------ |
|             | Báo cáo | Matheson 70' |